# Городищенські дуби
Городи́щенські дуби́ — ботанічна пам'ятка природи місцевого значення в Україні. Розташована в межах Цуманської селищної громади Луцького району Волинської області, при південній околиці села Городище. 
Площа 0,5 га. Статус присвоєно згідно з рішенням Волинського облвиконкому від 31.10.1991 року № 226. Перебуває у віданні Цуманської селищної громади. 
Статус присвоєно для збереження трьох екземплярів вікових дубів. Вік дерев — близько 700 років. Діаметр стовбурів 2,1; 1,7; 1,6 м, висота дерев 30–35 м років. Дуби ростуть на залишках валу давньослов'янського городища — пам'ятки археології XI ст. Два дерева ростуть на найзбереженішій частині валу, третій — навпроти них, із протилежного боку валу.

## Галерея

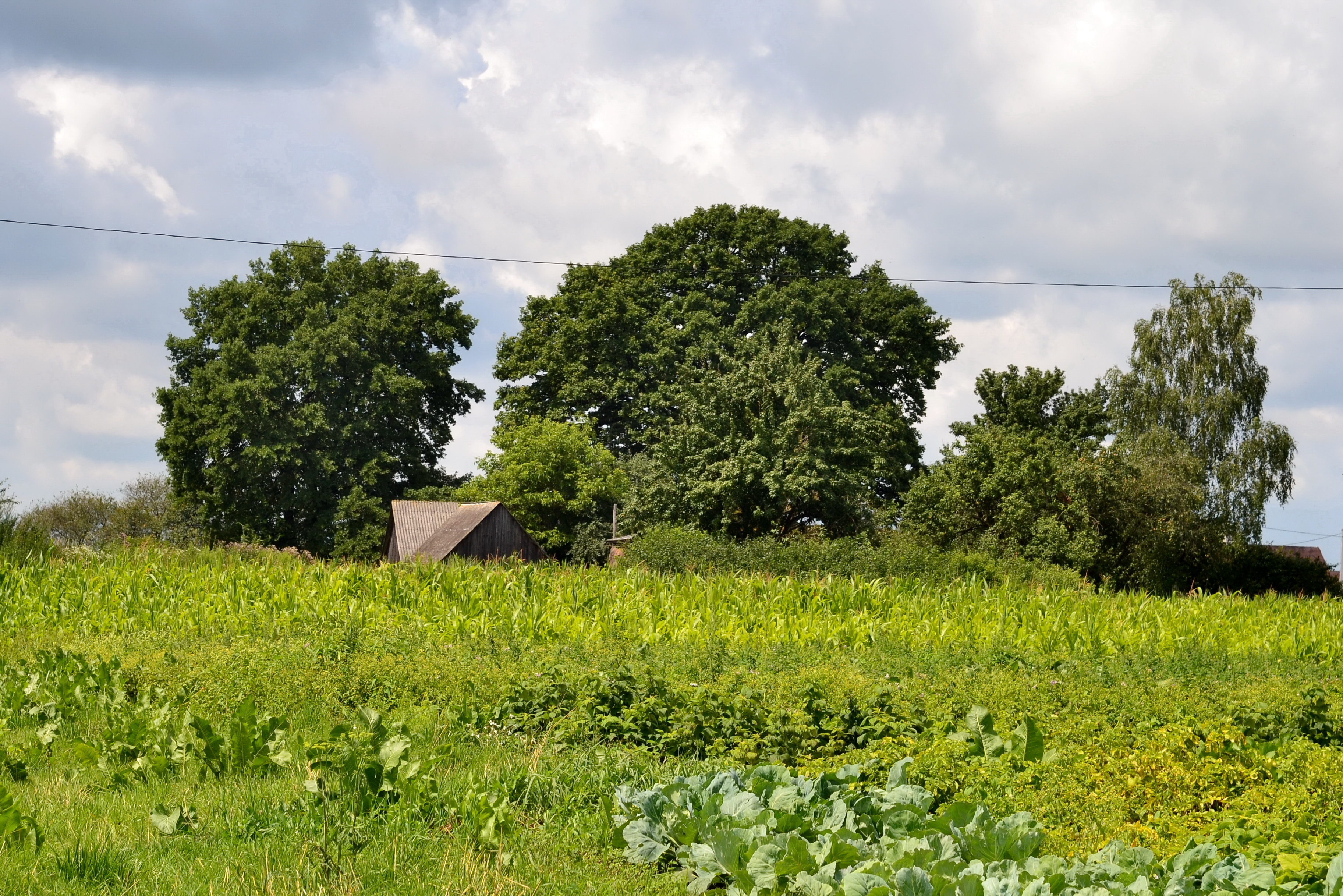
Дерево на півночі пам'ятки
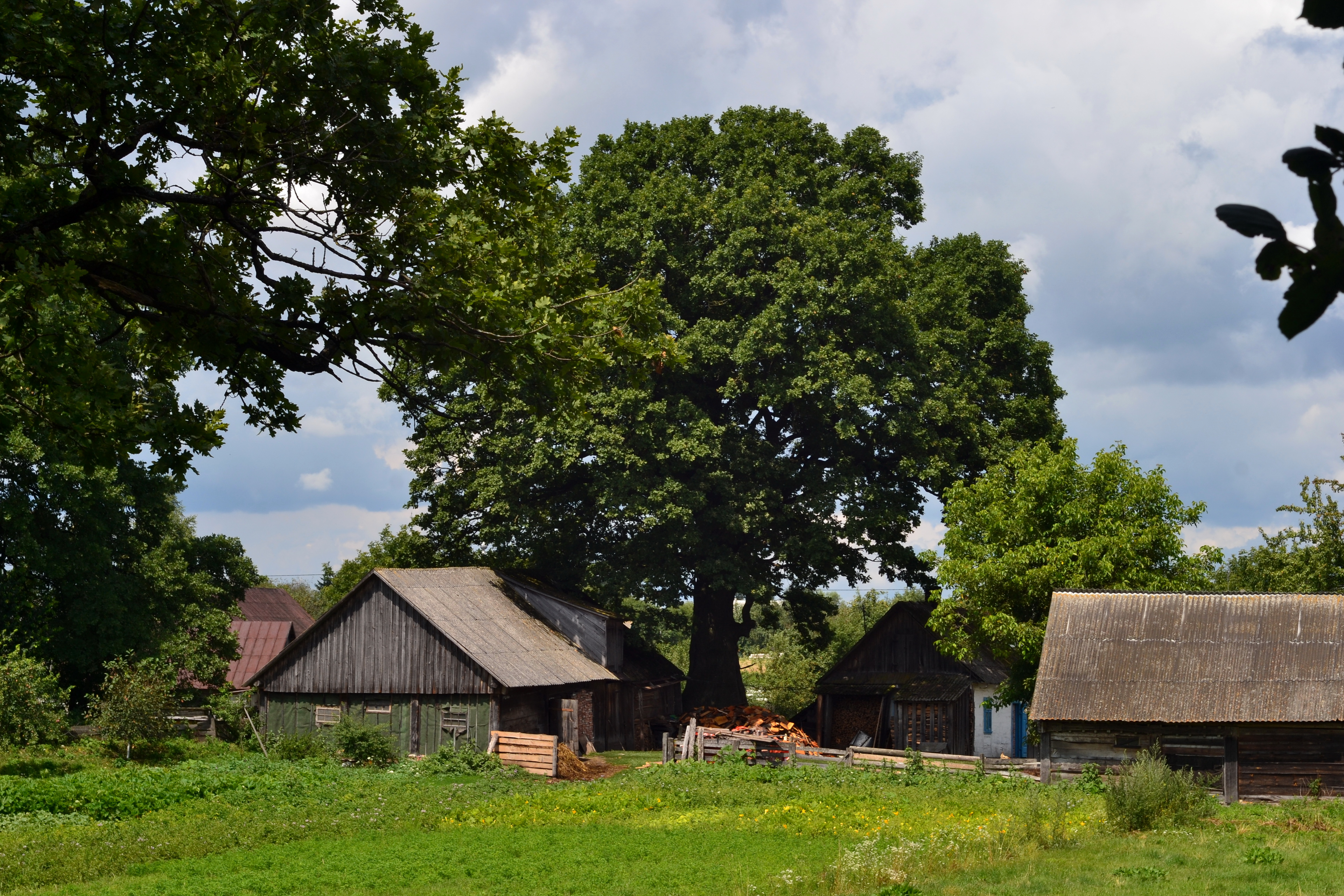
Дерево на півночі пам'ятки
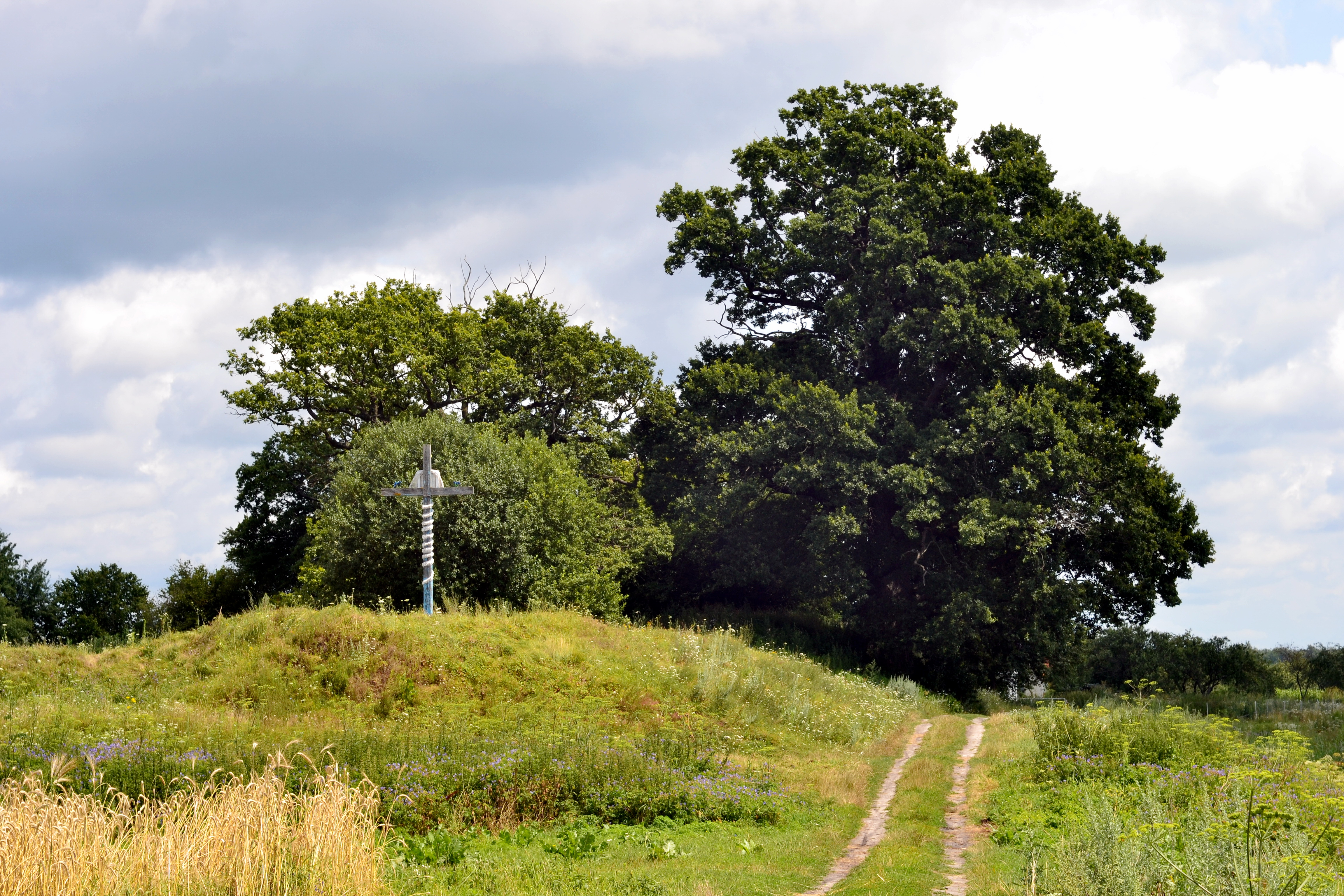
Дерева на півдні пам'ятки загально
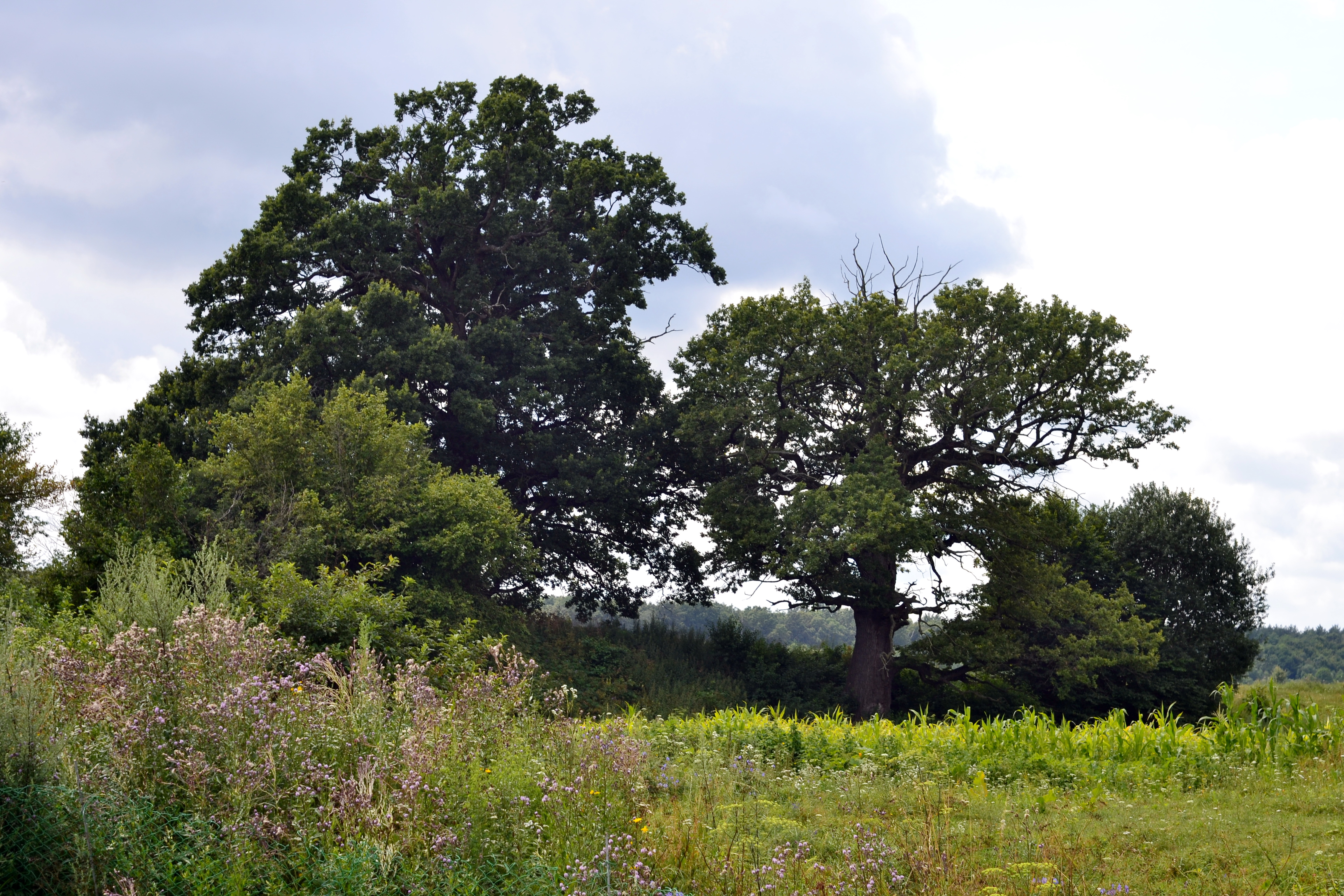
Дерева на півдні пам'ятки загально
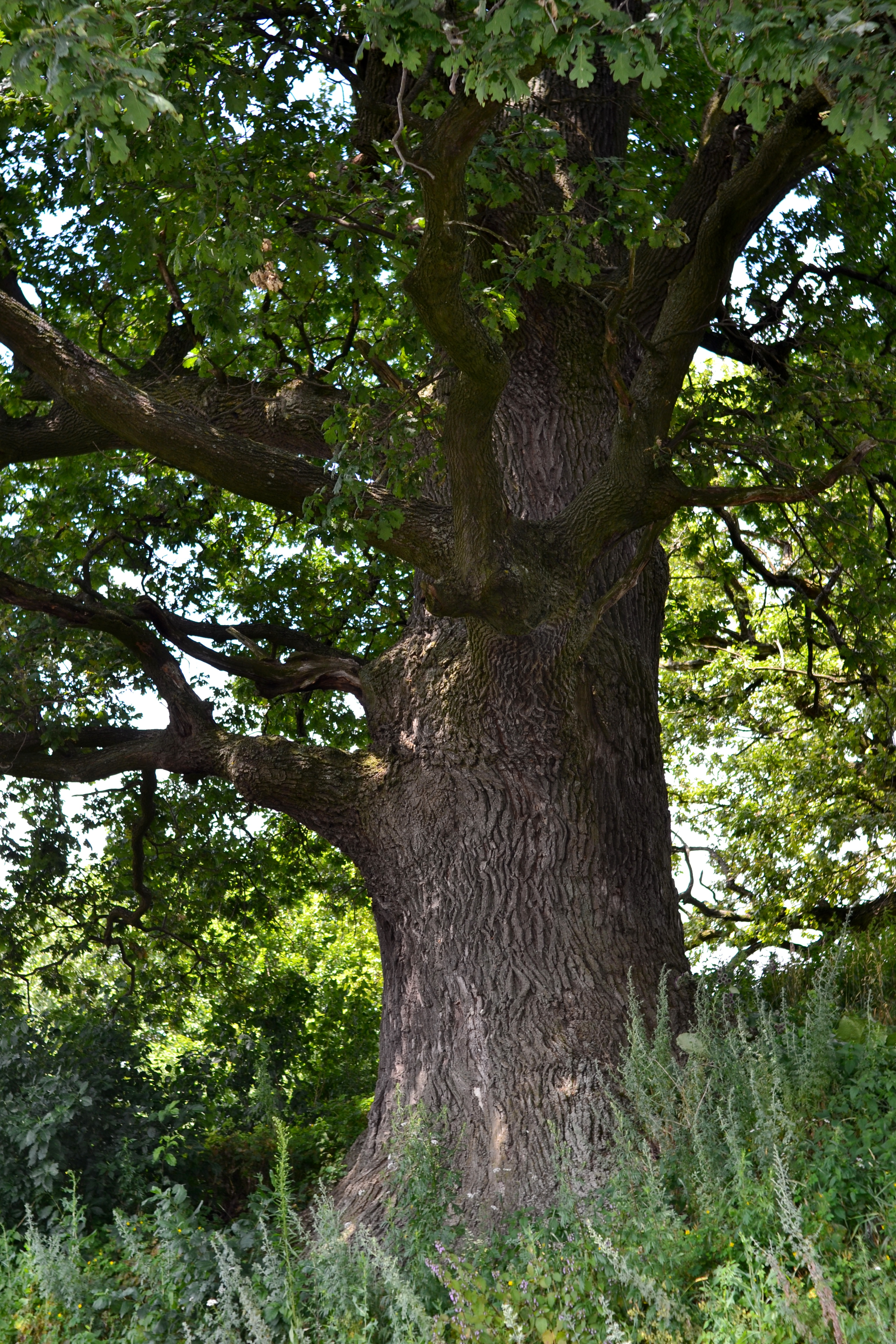
Дерево на півдні пам'ятки докладно
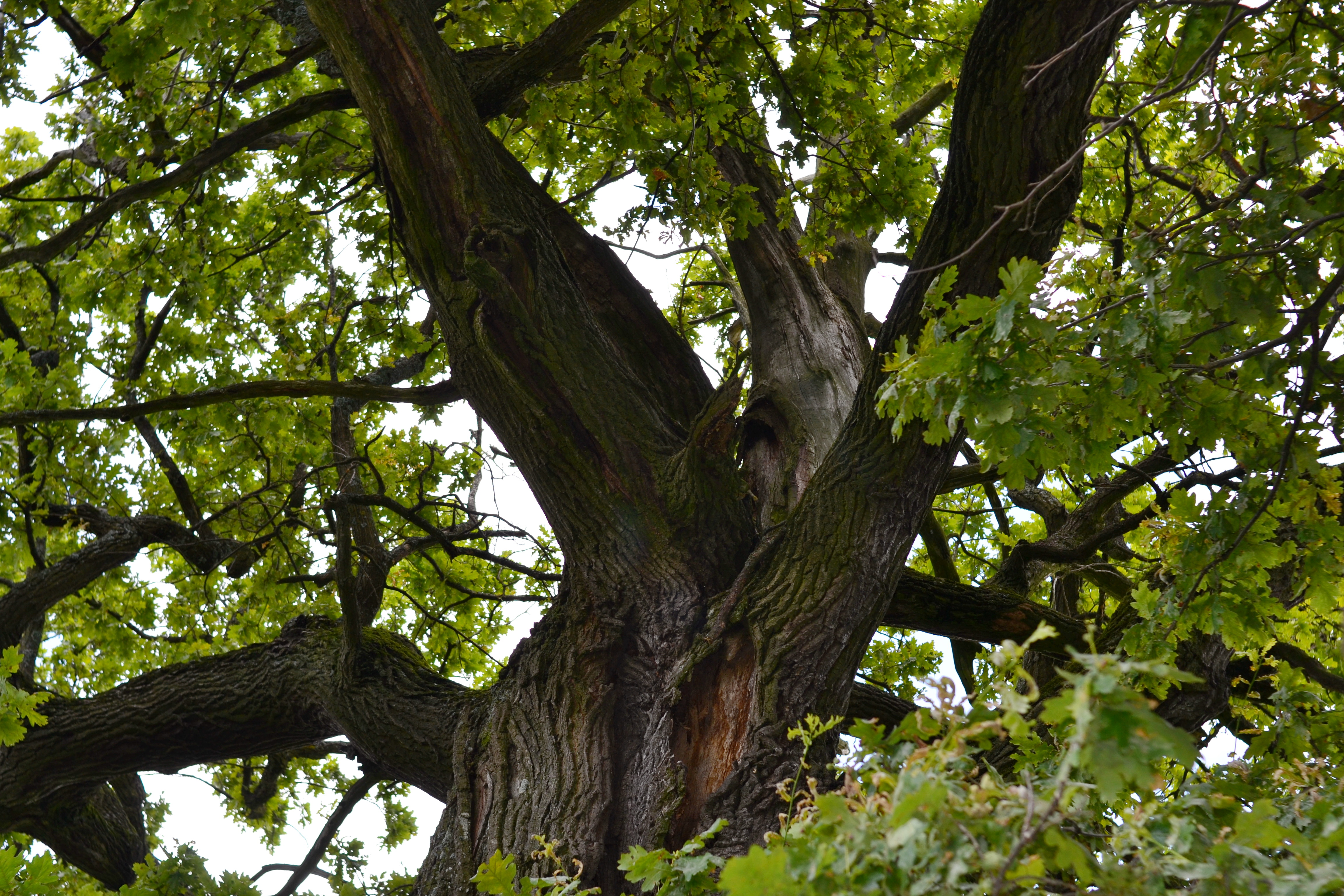
Дерево на півдні пам'ятки докладно
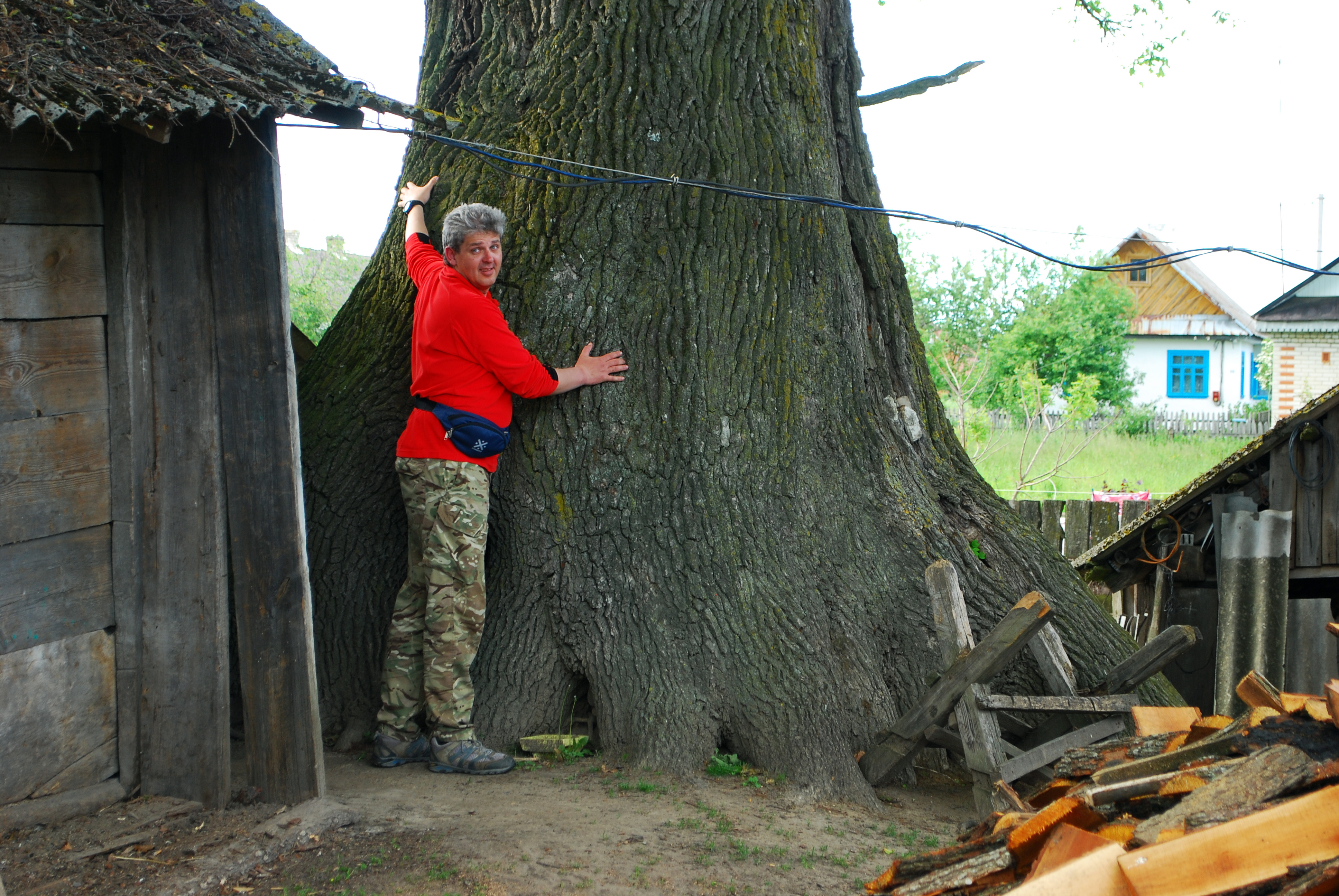
Дуб на сільському подвір'ї